# リビアのエイズ感染事件
リビアのエイズ感染事件（リビアのエイズかんせんじけん）はブルガリア人の看護婦5人とパレスチナ人の医師1人がリビア人の子供たちにエイズウイルスを感染させた事件。ブルガリアとリビア両国で大きな問題となっている。
6人が働いていたベンガジの病院では、426人の子供がHIVに感染したとされる。2004年5月、6人に死刑判決が言い渡され、上告されていた。欧州連合は被告らの釈放を呼び掛けていたが、2006年12月19日、トリポリの裁判所は再度死刑を下し、リビアと西側諸国との関係が悪化している。
2007年7月17日、リビアの高等司法評議会は被告人6名を終身刑に減刑する決定を下した。決定は、被害者の家族に欧州連合の一部の国から保証金が支払われることに和解し、被害者側が死刑要求を取り下げたため。
2007年7月24日、6名はブルガリアへと送還された。